# Beauchamp (Val-d'Oise)
Beauchamp é uma comuna francesa, situada no departamento de Val-d'Oise na região de Île-de-France.

## História
A comuna foi constituída em 1922 a partir de uma aldeia, por amputação das comunas de Pierrelaye, Montigny-lès-Cormeilles e, por 8/10 de seu território, Taverny. Antes dessa data, sua história está relacionada com a de Taverny. Beauchamp está localizada ao longo da Chaussée Jules-César, estrada romana de Lutécia a Lillebonne. Escavações em 1971 e 1972 perto da cidade também levaram à descoberta das fundações de edifícios galo-romanos com um poço, telhas romanas, vasos e cerâmicas, moedas etc.
A aldeia de Beauchamps [sic] se desenvolveu essencialmente após a chegada da ferrovia e a abertura da estação de Montigny-Beauchamp em 1846, primeiro nomeada "Montigny-Herblay". Desde 1904, a população da aldeia pedia sua autonomia; foi erigida em comuna em 1922 graças à ação de Camille Fouinat, conselheiro municipal de Taverny, perdendo na passagem o seu "s" final.